# Lübecker Yacht-Club

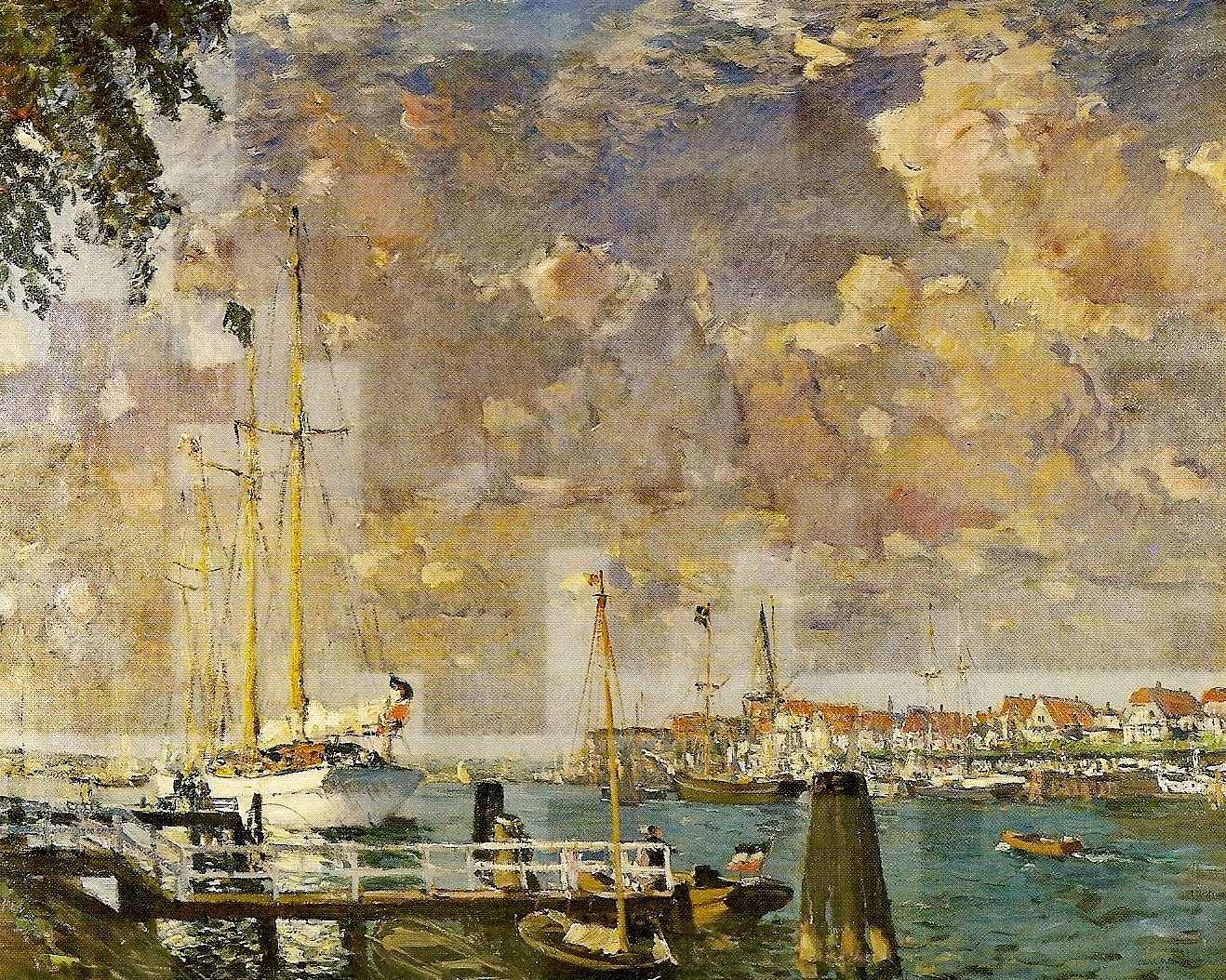
Ulrich Hübner: SMY Meteor IV in Travemünde (1910)

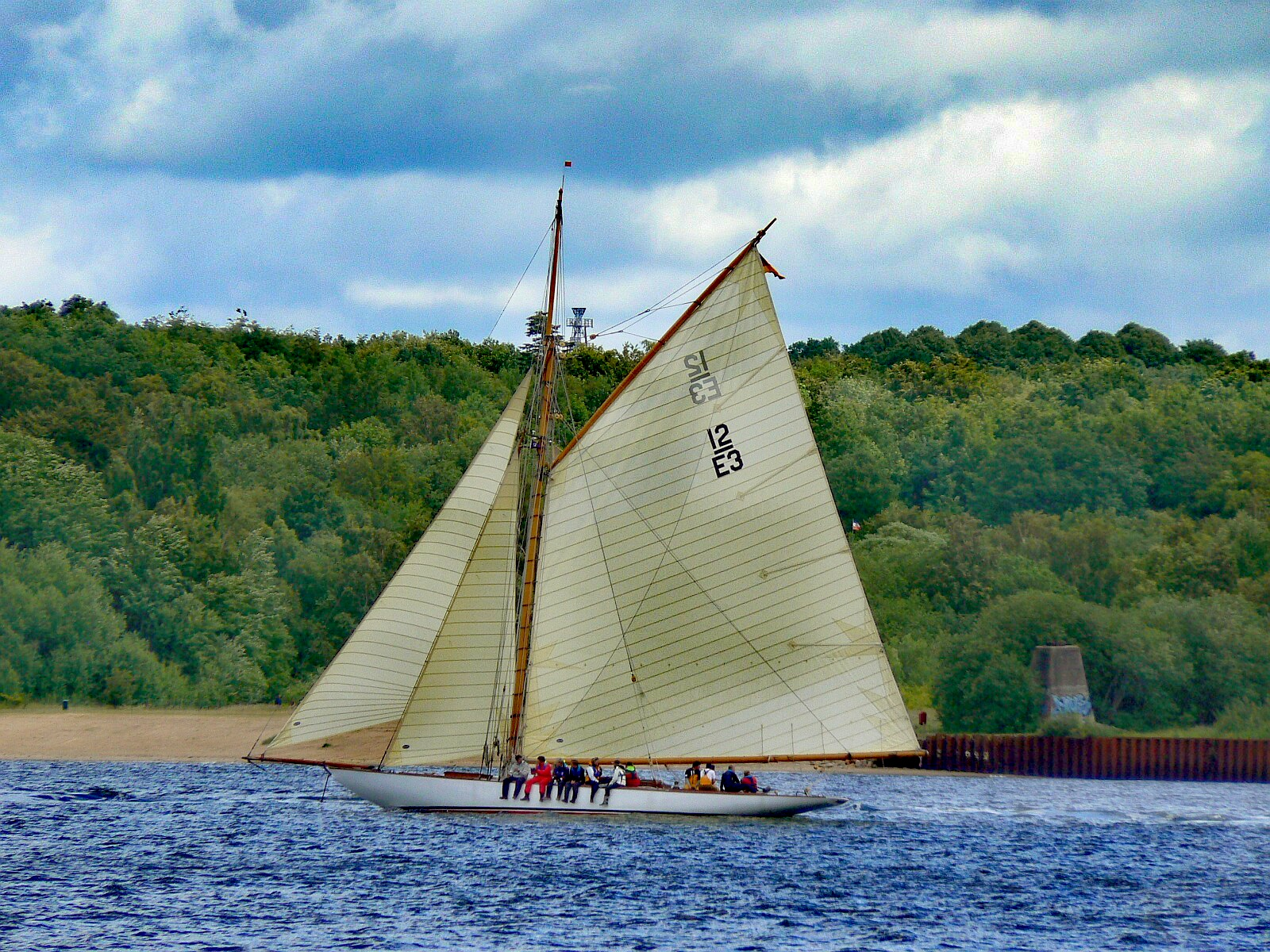
12er Heti, erbaut 1911/12 für das LYC-Vorstandsmitglied Hermann Eschenburg

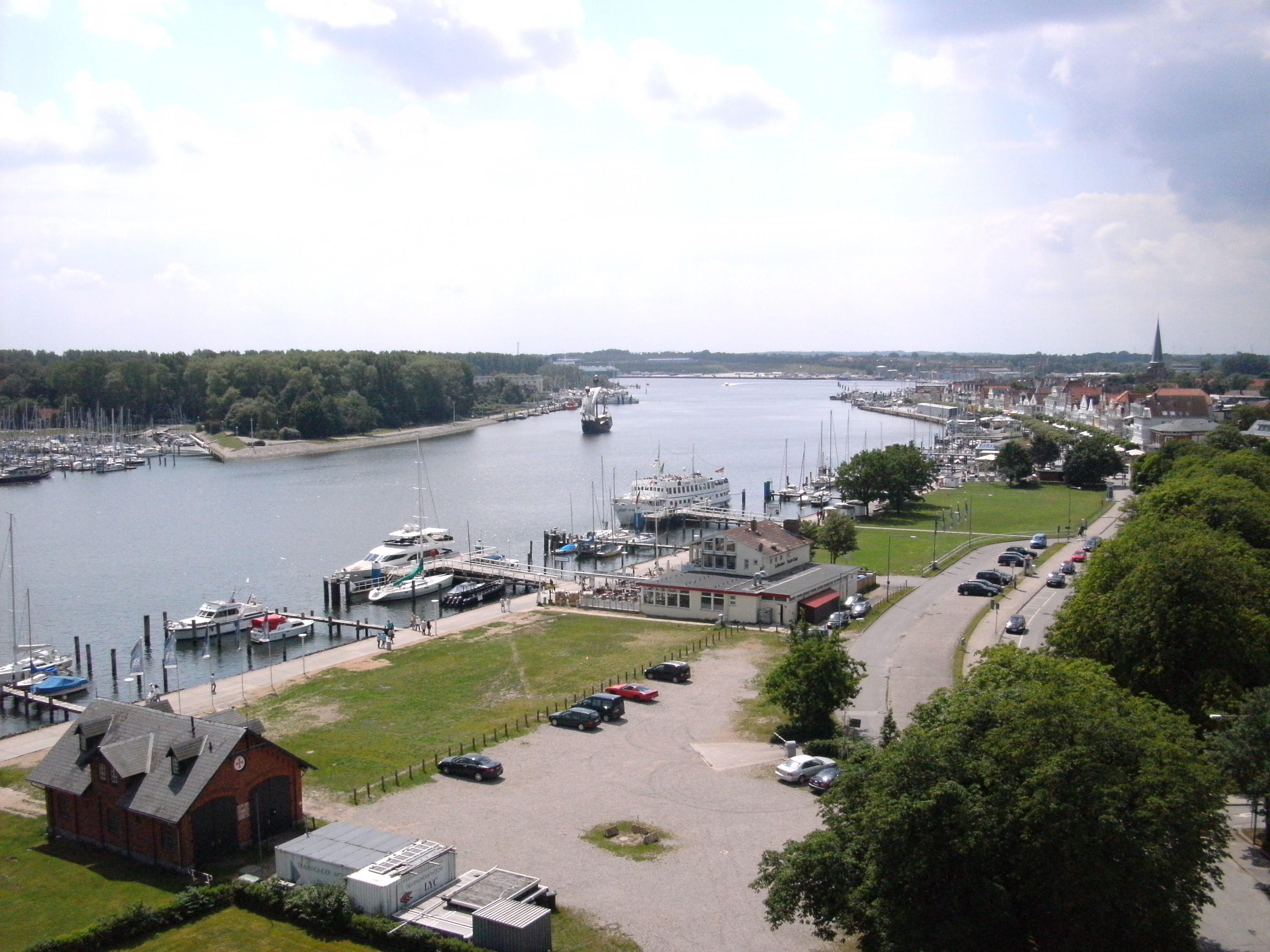
Blick vom Travemünder Leuchtturm auf das Clubhaus des LYC in Travemünde

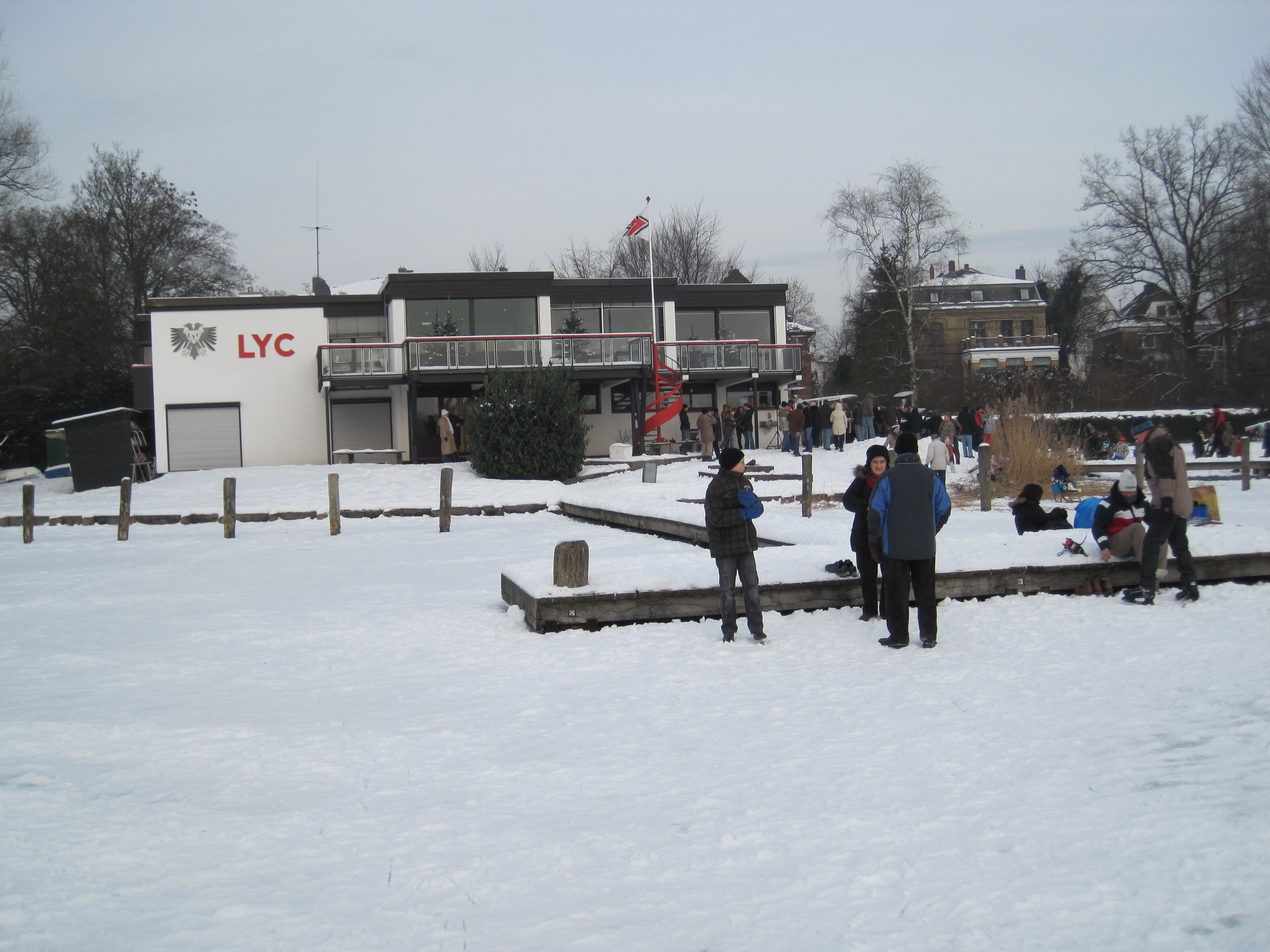
Clubhaus an der Wakenitz im Winter

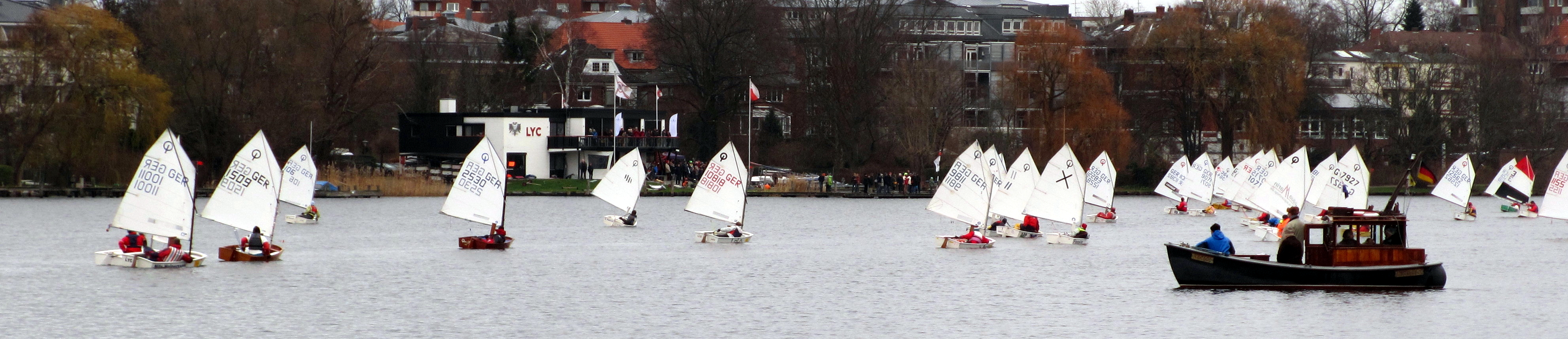
Eisarschregatta 2013

Der Lübecker Yacht-Club („LYC“  gesprochen: Lüz) ist ein Segelclub in Lübeck.

## Geschichte
Der Lübecker Yacht-Club wurde am 30. August 1898 mit einer ersten Generalversammlung im Lübecker Rathaus von 80 Mitgliedern unter dem Vorsitz des Kaufmanns und Konsuls Hermann Wilhelm Fehling gegründet. Der Lübecker Bürgermeister Heinrich Klug wurde zum Ehrenvorsitzenden des neuen Clubs ernannt. Er verdankt seine Entstehung der Travemünder Woche und den vom Norddeutschen Regattaverein zusammen mit dem Kieler Yacht-Club veranstalteten Seeregatten auf der Lübecker Bucht, an denen bis zum Ersten Weltkrieg regelmäßig Kaiser Wilhelm II. mit SMY Meteor, Kaiserin Auguste mit IMY Iduna, aber auch die Hamburg des Hamburgischen Vereins Seefahrt und der Industrielle Krupp, ab 1908 mit seiner Germania, teilnahmen. Wilhelm II. selbst forderte die Bürger der Hansestadt 1897 zur Gründung des Clubs auf, und achtzehn Lübecker kamen dieser Aufforderung mit einer von ihnen verfassten Beschlussvorlage an den Senat nach. Gesellschaftlicher Höhepunkt dieser frühen deutschen Seeregatten war das jährliche Kaiserfrühstück im Ratskeller zu Lübeck, ein recht aufwendiges Gabelfrühstück.
Die Sommeraufenthalte der Kaiserlichen Familie in Travemünde bewirkten für das Seebad einen erheblichen Aufschwung und zogen ein internationales Publikum an. Auf dem Kaiserfrühstück 1898 verabredeten die drei norddeutschen Segelclubs auch die neue Sonderklasse (Bootsklasse), deren besonderer Förderung sich Prinz Heinrich von Preußen annahm. Die Preisverteilung bei der Travemünder Woche behielt sich der Kaiser persönlich vor, der während der Regatten in Travemünde gemeinsam mit der Kaiserin an Bord der Hohenzollern lebte. Der 1912 von Max Oertz für das Vorstandsmitglied des LYC Hermann Eschenburg erbaute Zwölfer Heti ist die letzte heute noch segelnde Klassische Yacht aus der Flotte des Clubs in dieser glanzvollen Zeit des Segelsports. Mit dem Ersten Weltkrieg kamen die Blüte Travemündes als kaiserliches Seebad und der Segelsport in Deutschland zum Erliegen.
Nach dem Ersten Weltkrieg wurde der Segelsport durch den LYC 1919 mit Einschränkungen aufgrund der innenpolitischen Lage und der Hafenblockaden bis zum Abschluss des Friedensvertrages Ende Juni wiederaufgenommen. Die erste Travemünder Woche nach dem Krieg fand erst 1920 statt. Inflation und Wirtschaftskrise zwangen zu besonderen Anstrengungen; dennoch konnte der LYC in dieser Zeit sowohl sein Bootshaus auf dem Leuchtenfeld in Travemünde zum Clubheim umbauen und erweitern und auch in der Lübecker Roeckstraße an der Wakenitz ein weiteres Bootshaus errichten. Für das Clubleben in Lübeck wurde ab 1926 als Messe die im Stadthafen liegende Lübecker Kogge genutzt.
Die Zeit von der Gründung des Vereins bis zum Ende der Weimarer Republik war auch durch einen Dualismus zum kurz vor dem LYC gegründeten Arbeitersegelvereins Segler-Club Hansa geprägt.
Wie alle Sportvereine wurde der Lübecker Yacht-Club 1934 gleichgeschaltet und das nationalsozialistische Führerprinzip eingeführt. Der LYC stand nun unter Aufsicht des Reichssportführers und erhielt seine Weisungen durch den Sportkreisführer des Sportbereichs Hamburg (Gau Nordmark) und den lokalen Ortsgruppenführer. Die jugendlichen Mitglieder des LYC wurden über die Segel-HJ erfasst.
Der Segelsport wurde, wenn auch mit starken Einschränkungen, im Zweiten Weltkrieg fast bis zum Kriegsende weiter ausgeübt. Nach dem Krieg wurde der Segelsport durch die britische Militärregierung in zweierlei Hinsicht eingeschränkt: zum einen wurden nur bestimmte Gewässer und Küstengebiete zur sportlichen Nutzung freigegeben, zum anderen wurden zahlreiche Jollen und Segelyachten zugunsten der Angehörigen der British Army beschlagnahmt, um diesen während der Zeit der Besatzung das Segeln zu ermöglichen. Das Clubhaus des LYC an der Wakenitz wurde bereits 1946 von der Britischen Militärregierung wieder freigegeben, so dass 1947 in zunächst bescheidenem Rahmen der Segelbetrieb wiederaufgenommen werden konnte. Sein hundertjähriges Jubiläum 1998 beging der LYC mit einer modernen Interpretation des Kaiserfrühstücks in der Musik- und Kongreßhalle Lübeck bei dem Georg Friedrich Prinz von Preußen als Ehrengast in seiner Ansprache die langjährige Protektion des LYC durch das Haus Hohenzollern in Person des Kaisers und in Zeiten der Weimarer Republik durch den Prinzen Heinrich aufgriff.
Der Lübecker Yacht-Club hat heute ca. 1000 Mitglieder. Neben dem Clubhaus in Lübeck und den dazugehörigen Hafen- und Steganlagen unterhält er in Travemünde die denkmalgeschützte ehemalige Seebadeanstalt Mövenstein als Jollenstation und den denkmalgeschützten ehemaligen Rettungsschuppen der Deutschen Gesellschaft zur Rettung Schiffbrüchiger auf dem Leuchtenfeld als Regattazentrum für die heute noch als Hauptveranstalter mit anderen Segelclubs ausgerichtete Travemünder Woche. Überregional bekannt ist auch die Eisarschregatta, die in eisfreien Jahren jeweils im Dezember auf der Wakenitz ausgetragen wird. Zu den sportlichen Leistungsträgern des LYC gehört der Lasersegler Simon Grotelüschen, der an den Segelwettbewerben der Olympischen Sommerspiele 2012 in Weymouth, England Platz 6 erreichte.
Der LYC ist Gründungsmitglied der Deutschen Segelbundesliga.